# اوکک

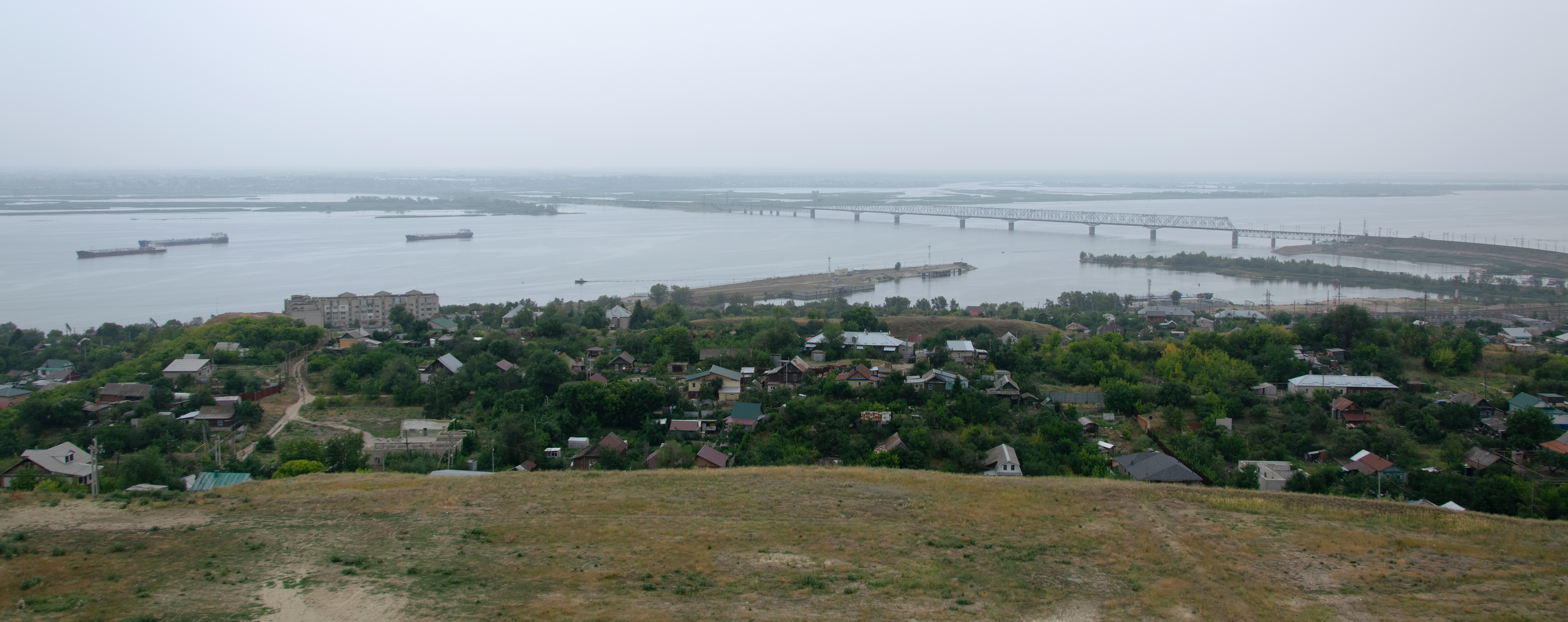
نمایی از شهر اوکِک در کرانه رود ولگا، ساراتوف، روسیه - ۲۰۲۱

اوکِک (به زبان تاتاری: Ükäk) یکی از شهرهای سده‌های میانه (سده‌های ۱۳ و ۱۴ میلادی) در کرانه رود ولگا در نزدیکی شهر ساراتوف روسیه بود.
اوکک از شهرهای خانات قپچاق (اردوی زرین) بود و در آغاز سدهٔ ۱۴ میلادی از مراکز مهم بازرگانی و سیاسی دشت قپچاق به‌شمار می‌آمد.
اوکک در سال ۱۳۹۵ به دست لشکریان تیمور ویران شد.